# Brasão de armas da Eslováquia
O Brasão de armas da Eslováquia é composto por uma cruz dupla de prata, elevada sobre o pico médio de uma montanha azul escura constituída por três picos. Está situada num escudo do pré-gótico de cor vermelha. As extremidades da cruz são amplificadas, e as mesmas são côncavas.
Um símbolo similar (com uma montanha verde de três picos e uma coroa) está no parte direita do Brasão de armas da Hungria. A Eslováquia, em fato, foi uma província da Hungria por a maior parte da sua história.
O brasão também é o rondó da Força Aérea do país.